# Марихин, Сергей Андреевич
Сергей Андреевич Марихин (род. 17 мая 1995, Вахруши, Кировская область) — российский профессиональный баскетболист, играющий на позиции атакующего защитника.

## Карьера
Марихин появился в молодёжной команде «Нижнего Новгорода» в начале 2013 года. В сезоне 2014/2015 Сергей был одним из лидеров «Нижнего Новгорода-2», набирая в матчах Единой молодежной лиги ВТБ 10,3 очка и 3 подбора в среднем за игру.
В мае 2015 года подписал 3-летний контракт с основной командой. Дебют за «Нижний Новгород» состоялся 28 ноября 2015 года, в гостевом матче Единой лиги ВТБ с казанским УНИКСом (68:102). В этой игре, Сергей отметился 1 подбором. Первые очки на профессиональном уровне, Марихин набрал в игре с грузинской «Витой», реализовав 3-очковый бросок.
28 февраля 2016 года Марихин принял участие в «Матче молодых звёзд» в составе сборной Единой молодёжной лиги ВТБ, где отметился 7 очками, 1 передачей, 3 подборами и 1 отбором.
В сезоне 2016/2017 Марихин принял участие в 13 играх Единой лиги ВТБ, набирая в среднем 1,8 очка, 0,7 подбора и 0,5 передачи.
В январе 2018 года Марихин перешёл в «Рязань» на правах аренды до конца сезона 2017/2018.
Перед началом сезона 2020/2021 Марихин перешёл в «Алматинский Легион».

## Сборная России
В июне 2017 года Марихин попал в расширенный состав студенческой сборной России для подготовки к летней Универсиаде 2017. Однако во время сбора, проходившего в Москве, Сергей получил травму колена и пропустил турнир.
В мае 2018 года Марихин был включён в состав сборной команды «Россия-2» для участия в Международном студенческом баскетбольном кубке.

## Статистика
| Сезон                                                                                   | Команда         | Лига            | GP | GS | MPG  | FG%  | 3P%  | FT%  | RPG | APG | SPG | BPG | PPG |  |
| 2015/16                                                                                 | Нижний Новгород | Единая лига ВТБ | 5  | 0  | 3,3  | 20,0 | 33,3 | 50,0 | 0,8 | 0,0 | 0,0 | 0,0 | 0,8 |  |
| 2016/17                                                                                 | Все клубы       | Все лиги        | 18 | 0  | 7,6  | 46,4 | 52,9 | 75,0 | 0,7 | 0,5 | 0,4 | 0,2 | 2,3 |  |
| 2016/17                                                                                 | Нижний Новгород | Единая лига ВТБ | 13 | 0  | 6,1  | 56,3 | 66,7 | 0,0  | 0,7 | 0,5 | 0,4 | 0,2 | 1,8 |  |
| 2016/17                                                                                 | Нижний Новгород | Еврокубок       | 5  | 0  | 11,2 | 33,3 | 37,5 | 85,7 | 0,8 | 0,6 | 0,6 | 0,2 | 3,4 |  |
|                                                                                         |                 | Всего           | 23 | 0  | 6,6  | 42,4 | 50,0 | 70,0 | 0,7 | 0,4 | 0,3 | 0,1 | 2,0 |  |
| Наведите курсор мыши на аббревиатуры в заголовке таблицы, чтобы прочесть их расшифровку |                 |                 |    |    |      |      |      |      |     |     |     |     |     |  |